# Indre Wijdefjorden nationalpark
Indre Wijdefjorden nationalpark (norsk: Indre Wijdefjorden nasjonalpark) ligger i et stejlt fjordlandskab i det nordlige Spitsbergen på Svalbard i Norge . Den dækker den indre del af Wijdefjorden - den længste fjord på Svalbard. Nationalparken blev oprettet den 9. september 2005 og dækker 1.127 km², hvoraf 745 km²er  land og 382 km² er vand. Havmiljøet ændrer sig meget fra fjordmundingen gennem et stille, koldt vandbassin og bliver dybere, inden det når gletscheren Mittag-Lefflerbræen ved de inderste dele af fjorden.
På begge sider af Wijdefjorden der er arktisk steppevegetation, domineret af græsser og ekstremt tørre, basisk jord. Der er nogle områder domineret af eksponering af mineraljord. Området omkring fjorden har en vegetation, der er unik og ikke bevaret i andre områder af Svalbard. Sammen med vegetation fundet på indlejrede klipper er det den mest eksklusive flora på Svalbard. Der er flere eksklusive arter i nationalparken, herunder Stepperøykvein , Annelgræsarten Puccinellia svalbardensis, Ensianarten Gentianella tenella og Kobresia simpliciuscula. Af de større fjorde på Svalbard er Wijdefjorden den der er mindst påvirket af mennesker, selvom der er bygget en fangststation ved Austfjordnes .

## Geografi
Indre Wijdefjorden nationalpark dækker 1.127 km2, hvoraf 745 km2 er på land og 382 km2 er hav, hvilket gør det til den mindste nationalpark på Svalbard. Den ligger i det stejle fjordlandskab på begge sider af de indre ("Indre") dele af Wijdefjorden ("Den brede fjord") på Spitsbergen. Med en længde på 108 kilometer er Wijdefjorden den længste fjord på Svalbard. Det ligger på den nordlige kyst af Spitsbergen, mellem Andrée Land mod vest, Dickson Land mod syd og Ny-Friesland mod øst. De indre dele af Wijdefjorden blev delt i to med den østlige 32 km lange del kendt som Austfjorden ("Østfjorden"), og den kortere som "Vestfjorden". I slutningen af Austfjorden ligger gletsjeren Mittag-Lefflerbræen.
De indre dele af fjorden får noget af den laveste nedbør i øhavet. Kombineret med den udsatte grundjord resulterer dette i Europas eneste højarktiske steppe. Det eneste andet område med dette landskab er den nordlige del af det canadiske arktiske øhav. Bjergene på hver side af fjorden er forskellige. På vestsiden er der devoniske aflejringer, mens der er grundfjeld på østsiden, hvilket resulterer i forskellig vegetation på hver side. Fjorden har en unik form; den har en bred mund (således navnet), men ved Elvetangen er der et lavt afsnit, der er 50 meter dybt. Dette reducerer cirkulationen i de indre dele af fjorden, som har et koldtvandsbassin der er 250 meter dybt. 

## Historie
Området omkring Wijdefjorden blev først brugt af russiske og senere norske fangere. Hytten ved Krosspynten blev opført i 1910, og to år senere blev hytten ved Purpurdalen bygget. der blev fanget få isbjørne, men mange ræve; de kunne også supplere fangsten med edderfugl . I 1928 gav en fangstsæson omkring 50 polarræve. I 1932 blev områdets specielle vegetation beskyttet, en beskyttelse som blev fortsat i nationalparken, da den blev oprettet. Siden 1980'erne er fangst igen blevet taget op, og guvernøren på Svalbard har en hytte på Austfjordnes, der kan lejes til en fangstsæson.
Under overvejelserne forud for etableringen af nationalparken var der en konflikt med minesektoren. Svalbard Minerals havde fundet baryte inden for nationalparkens grænser, og Arktikugol har to minearbejdsområder lige syd for nationalparken.  Nationalparken blev etableret den 9. september 2005. Den afsluttede en adskillige år lang plan for at øge mængden af beskyttede områder på Svalbard fra 55% til 65%, hvilket to år tidligere havde resulteret i Nordenskiöld Land nationalpark, Sassen-Bünsow Land nationalpark og Nordre Isfjorden nationalpark.

## Administration
Oprettelsen af nationalparken og beskyttelsen er baseret på Svalbards miljøbeskyttelseslov, der henter sit mandat fra kravene i Svalbardtraktaten for at beskytte øhavets miljø. Det overordnede ansvar for beskyttelse ligger Klima- og miljødepartementet, der har delegeret ledelsen til det norske direktorat for naturforvaltning og guvernøren på Svalbard . Sidstnævnte udfører hele den daglige praktiske ledelse, herunder registrering og inspektion. I aspekter relateret til kulturarv rapporterer guvernøren til Riksantikvaren og i spørgsmål vedrørende forurening til det norske Klima- og forurensningsdirektorat. Selvom det ikke har nogen autoritet, udfører Norsk Polarinstitut overvågning, kortlægning og forskning.
Traditionelt har minesektoren på Svalbard haft flere rettigheder til operationer inden for beskyttede områder end i fastlands-Norge, hvor alle sådanne aktiviteter ville blive fuldstændig forbudt. Indre Wijdefjorden har de strengeste regler med et totalt forbud mod opførelse af bygninger og anlæg, lægning af kabler og veje, jordarbejde, dræning, boring, sprængning og udgravning af råolie, gas og mineraler. Det er myndighedernes mål, at Svalbard er at være et af de bedst forvaltede vildmarksområder i verden. Svalbard, og dermed nationalparken, er på Norges foreløbige liste til udnævnelse til UNESCOs verdensarvsliste. 

## Natur
Vegetationen på begge sider af fjorden er højarktisk steppe, som er præget af græs. Det er forårsaget af ekstremt lav nedbør, jord med saltaflejringer i overfladen og store områder med udsat mineraljord.  Området omkring fjorden har en unik vegetation, som ikke er bevaret i andre områder på Svalbard. Sammen med vegetation fundet på fuglefjelde er det den mest eksklusive flora på Svalbard. Der er flere unikke arter i nationalparken, herunder Stepperøykvein, som findes i nationalparkens logo, og som på Svalbard har den eneste kendte placering i Europa. Der er yngleplads for kortnæbbet gås i parken, og der findes også fjeldrype. Dyr, der findes i parken, inkluderer isbjørn, svalbardrensdyr og polarræv.
Både fauna og flora påvirkes af de kolde temperaturer og de ekstreme lysforhold. Aktiviteten er i ro under polarnatten, som varer i mange måneder. Om sommeren hjælper måneder med midnatssol med at fremskynde de naturlige processer. Naturen i området er især udsat for global opvarmning. Modeller viser, at vintertemperaturen vil stige mere end sommertemperaturen, hvilket resulterer i mere nedbør. Da vegetationen kræver lidt regn og meget vind, kan dette resultere i store ændringer.